# The Offspring (album)
The Offspring is het debuutalbum van de Amerikaanse punkrockband The Offspring, uitgebracht op 15 juni 1989 door Nemesis Records. Na jarenlang uitverkocht te zijn geweest, werd het album in 1995 opnieuw uitgebracht door Nitro en Epitaph Records met een andere albumhoes. The Offspring heeft zelden nummers van dit album live gespeeld sinds de Ignition-tour in 1994 eindigde.

## Achtergrond
Na de demotape in 1988 begon The Offspring aan de voorbereiding van hun eerste volledige album. In 1989 begonnen de opnamen bij South Coast Recording in Santa Ana, Californië, geproduceerd door Thom Wilson. Tijdens de sessies maakte de band heropnamen van de nummers "I'll Be Waiting" en "Blackball", die beide voorkwamen op de bands single "I'll Be Waiting" uit 1986.
Het album werd uitgebracht op 15 juni 1989, in beperkte oplage bij Nemesis Records. Het album kwam alleen uit op 12"-vinyl en cassette. Toen het album verscheen, werden er in eerste instantie 5000 exemplaren verkocht, maar het kostte de band tweeënhalf jaar om ze allemaal te verkopen. Een van de exemplaren werd vernield door Wally George tijdens zijn show The Wally George Show in 1989. Om het album te promoten ging de band op een zes weken durende nationale tournee, maar Noodles in zijn arm werd gestoken tijdens een benefietconcert in Hollywood. 
Om de contractuele verplichtingen met Epitaph te voldoen, werd het album in 1995 opnieuw uitgebracht op cd (en opnieuw op vinyl en cassette), nadat de band bekendheid had verworven met hun album Smash. Deze versie had een andere voorkantcover dan de controversiële voorkant van "Guitar Alien", ontworpen door Marc Rude. Datzelfde jaar werd het album opnieuw uitgebracht door Nitro. De gedrukte exemplaren na 26 juni 2001 bevatten niet de laatste track "Kill the President". Volgens frontman Dexter Holland werd het verwijderd om juridische druk op de band en Nitro te voorkomen.

## Albumhoezen
Van dit album bestaan twee covers. De originele versie bevat een afbeelding van het lichaam van een man dat explodeert terwijl de xenomorph uit de Alien-franchise met een Fender Stratocaster uit zijn borst tevoorschijn komt. De heruitgave uit 1995 toont een ander beeld met een wazige zwart-witfoto van iemands gezicht. Later werd toegegeven dat de band en hun studio nooit echt van de originele hoes hielden en de heruitgave gaf hen de kans om deze te veranderen.
De schaduwen op de achterkant van de heruitgave van 1995 verschenen ook op de cover van de single "I'll Be Waiting". De schaduwen zijn van Dexter Holland, Noodles, Greg K. en Ron Welty. Oorspronkelijk was de foto met voormalig drummer James Lilja maar de foto werd opnieuw genomen met Ron Welty.

## Nummers
| No. | Titel                                                              | Looptijd |
| --- | ------------------------------------------------------------------ | -------- |
| 1.  | "Jennifer Lost the War"                                            | 2:35     |
| 2.  | "Elders"                                                           | 2:11     |
| 3.  | "Out on Patrol"                                                    | 2:32     |
| 4.  | "Crossroads"                                                       | 2:48     |
| 5.  | "Demons (A Mexican Fiesta)"                                        | 3:10     |
| 6.  | "Beheaded"                                                         | 2:52     |
| 7.  | "Tehran"                                                           | 3:06     |
| 8.  | "A Thousand Days"                                                  | 2:11     |
| 9.  | "Blackball"                                                        | 3:24     |
| 10. | "I'll Be Waiting"                                                  | 3:12     |
| 11. | "Kill the President" (staat niet op het album releases sinds 2001) | 3:22     |

## Betrokkenen

### The Offspring
- Dexter Holland - zang
- Noodles - gitaar, achtergrondzang
- Greg K. - basgitaar, achtergrondzang
- Ron Welty - drums

### Aanvullende zangers
- Jason, Jeff 1, Jeff 2, Tyler, Rick, Michelle, Marvin en Cynthia - achtergrondzang op "Blackball"